# Burning Rain
Burning Rain ist eine US-amerikanische Hardrock-Band, die von Gitarrist Doug Aldrich und Sänger Keith St. John im Jahr 1998 in Los Angeles gegründet wurde.

## Bandgeschichte
Burning Rain gründete sich 1998 in Los Angeles. Doug Aldrich (Gitarre, Bad Moon Rising) und Keith St. John (Montrose) gründeten die Band zusammen mit Alex Makravovich (Schlagzeug, ex-Steelheart) und Ian Mayo (Bass, ex-Hericane Alice). 1999 erschien über das japanische Label Pony Canyon das selbst betitelte Debütalbum. Erst ein Jahr später erfolgte die europäische Pressung über Z Records.
Bereits 2000 folgte das zweite Album Pleasure to Burn über Canyon International in Japan und erneut über Z Records in Europa.
Anschließend pausierte die Band längere Zeit, da Doug Aldrich mit Whitesnake und Dio aktiv war, während Keith St. John mit Montrose viele Liveauftritte spielte. Nach dem Selbstmord von Ronnie Montrose wurde die Band 2013 wieder reaktiviert. Allerdings kamen Bassist Sean McNabb (ex-Dokken, Lynch Mob) und Schlagzeuger Matt Starr (Mr. Big) zur Band. 2013 erschien das Album Epic Obsessions über Frontiers Records. Außerdem veröffentlichte die Band den Kiss-Coversong Calling Dr. Love auf dem iTunes-Tributalbum A World With Heroes: A Kiss Tribute for Cancer Care.
Aldrich gründete 2014 die Supergroup Revolution Saints mit Jack Blades und Deen Castronovo, zudem kümmerte er sich auch vermehrt um sein Privatleben, so dass Burning Rain wieder pausierte.
2018 kehrten Aldrich und Keith St. John wieder zurück, diesmal mit Blas Elias (Slaughter) und Brad Lang (Y&T). 2019 erschien das vierte Album Face the Music, erneut über Frontiers Records.

## Stil
Burning Rain spielen Hard Rock im Stile der 1970er Jahre mit Anleihen aus dem Blues und dem Metal.

## Diskografie

### Alben
- 1999: Burning Rain (Pony Canyon, Z Records)
- 2000: Pleasure to Burn (Canyon International, Z Records)
- 2013: Epic Obsession (Frontiers Records)
- 2019: Face the Music (Frontiers Records)

### Singles
- 2013: My Lust Your Fate
- 2019: Midnight Train
- 2019: If It’s Love